# Elaphoglossum tovarense
Elaphoglossum tovarense là một loài thực vật có mạch trong họ Lomariopsidaceae. Loài này được (Mett. ex Kuhn) T. Moore ex C. Chr. mô tả khoa học đầu tiên năm 1905.